# Gurdon
Gurdon – miasto w Stanach Zjednoczonych, w stanie Arkansas, w hrabstwie Clark.